# Drupal
Drupal je softwarový systém pro správu obsahu, který původně napsal Dries Buytaert. Umožňuje tvorbu internetových časopisů, blogů, internetových obchodů a jiných komplexních systémů. Je naprogramován v jazyce PHP. Oficiálně podporovanými databázemi v Drupalu jsou relační databáze MySQL a PostgreSQL a od verze 7 i SQLite. Pomocí rozšiřujících modulů je možné používat další typy databází – MSSQL, Oracle, MongoDB.
Drupal je postaven modulárním způsobem a udává jako svou filozofii přehlednost kódu a otevřenost API. Moduly, které jsou k dispozici na stránkách Drupalu, rozšiřují jeho funkčnost do oblastí jako jsou komerce a vzdělávání. K dispozici jsou i různé distribuce, připravené balíčky s předem definovanou funkcionalitou a již nachystanými doplňkovými moduly a tématy vzhledu.
Počínaje Drupalem 8 došlo v jeho kódu k přechodu na komponenty PHP frameworku Symfony. Změnil se rovněž šablonovací systém pro tvorbu témat vzhledu, používán je Twig.
V říjnu 2009 přijal úřad prezidenta Spojených států Baracka Obamy Drupal pro své oficiální webové stránky. V České republice používá Drupal například Ministerstvo financí u svého projektu Otevřená data.
Kvalitní je také online dokumentace k Drupalu, včetně popisu jeho programátorského rozhraní API. V Česku vyšlo několik knih, které o tomto redakčním systému napsal Jan Polzer.

## Historie verzí
- 6.38 – 24. únor 2016
- 7.50 – 7. červenec 2016
- 8.1.7 – 18. červenec 2016

## Příklady webů, běžících na Drupalu
- Britské stránky MTV
- Česká televize – portál kanálu ČT24 (plánuje se rozšíření)
- Ozzy Osbourne
- Prima – portál televizní stanice
- rapravo.cz Reality, Architektura, Právo  Archivováno 2. 3. 2021 na Wayback Machine.
- SDH Cerekvička - Rosice
- Seznam stránek, které pohání Drupal
- TWiT
- Zpravodajství o české a slovenské geokomunitě - skupině uživatelů geografických informací, geoinformačních systémů a technologií
- Bobcat.cz
- Karlovy Vary
- cdr.cz - Vybráno z IT